# Saint-Agnan-le-Malherbe
Saint-Agnan-le-Malherbe è un ex comune francese di 126 abitanti situato nel dipartimento del Calvados nella regione della Normandia. Dal 1º gennaio 2017 il comune è stato accorpato a quello di Banneville-sur-Ajon per formare il comune di Malherbe-sur-Ajon, del quale costituisce comune delegato.  

## Società

### Evoluzione demografica
Abitanti censiti